# Arthur Road
Die Arthur Road ist eine Fernstraße im Südwesten des australischen Bundesstaates Western Australia. Sie verbindet den Albany Highway und den Coalfields Highway in Arthur River mit dem Great Southern Highway in Wagin. Sie trägt auf ihrer gesamten Länge die Bezeichnung State Route 107 (S107).

## Verlauf
Die Artur Road zweigt in Arthur River vom Albany Highway (S30) als Fortsetzung des Coalfields Highway (S107) nach Osten ab und führt nach Wagin, wo sie auf den Great Southern Highway (S120) trifft.
Die State Route 107 führt unter unterschiedlichen Namen weiter über Dumbleyung und Lake Grace nach Newdegate und endet schließlich am Brookton Highway (S40) in Lake King.